# ATP-toernooi van Sofia
Het ATP-toernooi van Sofia (officieel Garanti Koza Sofia Open) is een tennistoernooi dat van 2016 tot en met 2022 gehouden werd in het Bulgaarse Sofia. Het toernooi werd georganiseerd onder auspiciën van de ATP en viel in de categorie "ATP Tour 250". Er werd indoor gespeeld op een hardcourtondergrond. Het toernooi is de opvolger van het ATP-toernooi van Zagreb.
De toernooilicentie was in bezit van 'Brand Plus Inc', het bedrijf van Bharat Godkhindi uit Dubai, Verenigde Arabische Emiraten.
Het toernooi werd niet georganiseerd in 2023 vanwege een conflict met de ATP. De ATP had het toernooi van Sofia gepland in de week van 30 januari t/m 5 februari, tegelijk met de kwalificatieronde van de Davis Cup. Het Bulgaarse Davis Cup team moest in diezelfde week spelen tegen Nieuw-Zeeland. De organisatie ging daarom niet akkoord met de geplande datum. De organisatie van het toernooi en de ATP zijn niet tot een oplossing kunnen komen. De licentiehouder 'Brand Plus Inc' heeft vervolgens besloten om het toernooi te verplaatsen naar Adelaide, Australië.

## Finales

### Enkelspel
| Datum      | Naam                    | Cat.    | (€)       | Ondergrond        | Winnaar               | Verliezend finalist | Uitslag             |         |
| ---------- | ----------------------- | ------- | --------- | ----------------- | --------------------- | ------------------- | ------------------- | ------- |
| 11-11-2023 | Sofia Open              | ATP 250 | € 562.815 | Hardcourt, indoor | Adrian Mannarino      | Jack Draper         | 7–6(6), 2–6, 6–3    | Details |
| 02-10-2022 | Sofia Open              | ATP 250 | € 534.555 | Hardcourt, indoor | Marc-Andrea Hüsler    | Holger Rune         | 6-4, 7-6(8)         | Details |
| 03-10-2021 | Garanti Koza Sofia Open | ATP 250 | € 481.270 | Hardcourt, indoor | Jannik Sinner (2)     | Gaël Monfils        | 6-3, 6-4            | Details |
| 14-11-2020 | Garanti Koza Sofia Open | ATP 250 | € 325.615 | Hardcourt, indoor | Jannik Sinner (1)     | Vasek Pospisil      | 6-4, 3-6, 7-6(3)    | Details |
| 10-02-2019 | Garanti Koza Sofia Open | ATP 250 | € 524.340 | Hardcourt, indoor | Daniil Medvedev       | Márton Fucsovics    | 6-4, 6-3            | Details |
| 11-02-2018 | Garanti Koza Sofia Open | ATP 250 | € 501.345 | Hardcourt, indoor | Mirza Bašić           | Marius Copil        | 7-6(6), 6-7(4), 6-4 | Details |
| 12-02-2017 | Garanti Koza Sofia Open | ATP 250 | € 482.060 | Hardcourt, indoor | Grigor Dimitrov       | David Goffin        | 7-5, 6-4            | Details |
| 07-02-2016 | Garanti Koza Sofia Open | ATP 250 | € 463.520 | Hardcourt, indoor | Roberto Bautista Agut | Viktor Troicki      | 6-3, 6-4            | Details |

### Dubbelspel
| Datum      | Naam                    | Cat.    | (€)       | Ondergrond        | Winnaars                             | Verliezende finalisten               | Uitslag             |         |
| ---------- | ----------------------- | ------- | --------- | ----------------- | ------------------------------------ | ------------------------------------ | ------------------- | ------- |
| 11-11-2023 | Sofia Open              | ATP 250 | € 562.815 | Hardcourt, indoor | Gonzalo Escobar Oleksandr Nedovjesov | Julian Cash Nikola Mektić            | 6–3, 3–6, [13–11]   | Details |
| 02-10-2022 | Sofia Open              | ATP 250 | € 534.555 | Hardcourt, indoor | Rafael Matos David Vega Hernández    | Fabian Fallert Oscar Otte            | 3-6, 7-5, [10-8]    | Details |
| 03-10-2021 | Garanti Koza Sofia Open | ATP 250 | € 481.270 | Hardcourt, indoor | Jonny O'Mara Ken Skupski (2)         | Oliver Marach Philipp Oswald         | 6-3, 6-4            | Details |
| 14-11-2020 | Garanti Koza Sofia Open | ATP 250 | € 325.615 | Hardcourt, indoor | Jamie Murray Neal Skupski (1)        | Jürgen Melzer Édouard Roger-Vasselin | Walk-over           | Details |
| 10-02-2019 | Garanti Koza Sofia Open | ATP 250 | € 524.340 | Hardcourt, indoor | Nikola Mektić Jürgen Melzer          | Hsieh Cheng-peng Christopher Rungkat | 6-2, 4-6, [10-2]    | Details |
| 11-02-2018 | Garanti Koza Sofia Open | ATP 250 | € 501.345 | Hardcourt, indoor | Robin Haase Matwé Middelkoop (2)     | Nikola Mektić Alexander Peya         | 5-7, 6-4, [10-4]    | Details |
| 12-02-2017 | Garanti Koza Sofia Open | ATP 250 | € 482.060 | Hardcourt, indoor | Viktor Troicki Nenad Zimonjić        | Michail Jelgin Andrej Koeznetsov     | 6-4, 6-4            | Details |
| 07-02-2016 | Garanti Koza Sofia Open | ATP 250 | € 463.520 | Hardcourt, indoor | Wesley Koolhof Matwé Middelkoop (1)  | Philipp Oswald Adil Shamasdin        | 5-7, 7-6(9), [10-6] | Details |

2016 · 2017 · 2018 · 2019 · 2020 · 2021 · 2022 · 2023
 Milaan (2001-2005) →  Zagreb (2006-2015) →  Sofia (2016-2022) →  Adelaide (2023-heden)
ITF-toernooien (mannen en vrouwen)

ATP-toernooien (mannen) – ATP-seizoen 2025

WTA-toernooien (vrouwen) – WTA-seizoen 2025

Voormalige toernooien mannen
Voormalige toernooien vrouwen
Voormalige amateurtoernooien